# 13579 Allodd
A 13579 Allodd (ideiglenes jelöléssel 1993 NA2) a Naprendszer kisbolygóövében található aszteroida. Eric Walter Elst fedezte fel 1993. július 12-én.